# 実科高等女学校

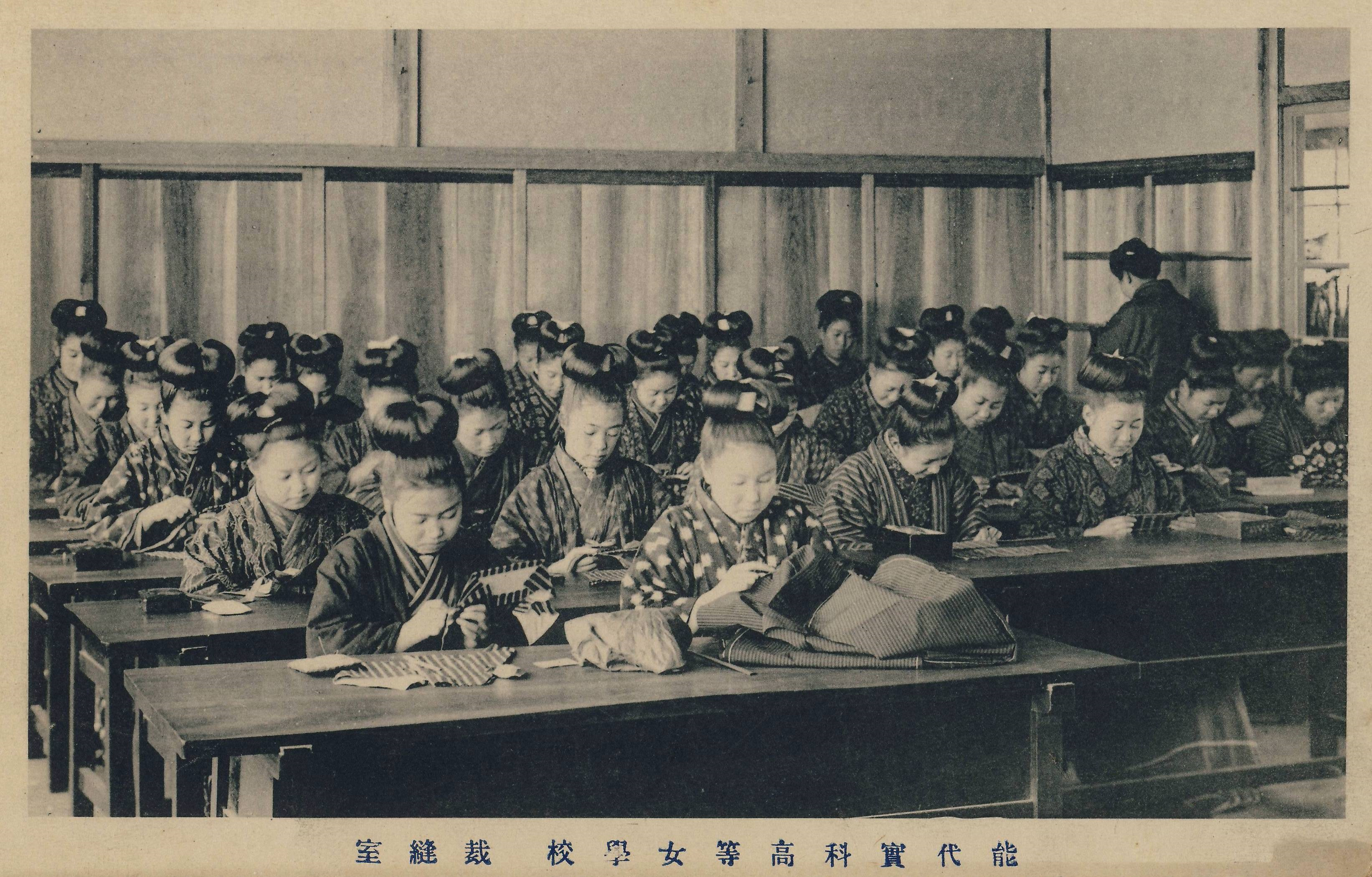
能代実科高等女学校。裁縫室での授業風景（1916年）

実科高等女学校（じっかこうとうじょがっこう）は、かつて日本で、家事や裁縫など実用的教科目（実科）を女子に教えていた中等教育機関（女学校）。高等女学校の一種として1910年（明治43年）に制度化され、太平洋戦争中の1943年（昭和18年）まで存在した。

## 概要
1905年（明治38年）日露戦争勝利ののち女子教育施設が急増したが、実生活に必要な「技芸」を授ける内容が大半だった。このため、家事や裁縫など実用的教科目（実科）を主とした学校として1910年（明治43年）に新設された。同年10月25日付で高等女学校令を改正した（明治43年勅令第424号）。教育内容とともに「実科ノミヲ置ク高等女学校ノ名称ニハ実科ノ文字ヲ冠スヘシ」として、実科だけを置く学校の名称に実科の文字を義務付けて「実科高等女学校」を定めた。
なお、実科高女が定められる前に、男子教育を行っていた中学校（旧制）においても「尋常中学校実科規程」（明治27年6月15日文部省令第13号）による「実科中学校」が認められていた時期があったが、実科中学校の設置はごくわずかにとどまり、1901年（明治34年）に「中学校令施行規則」（明治34年文部省令第3号）によって廃止された。
実科高女の規定は、太平洋戦争（第二次世界大戦）中の1943年（昭和18年）1月21日、中等学校令（昭和18年勅令第36号）の公布に伴い、高女や中学校、実業学校の3種が同じ制度で中等学校（旧制）として統一されたため、廃止された。

## 教育内容
入学資格は尋常小学校卒業程度以上の学力を有する12歳以上で、修業年限は4年間。高等小学校の1年生、2年生の修了程度で入学した場合、修業3年間または2年間。都市型だった高等女学校に比べて、農村型の性格だった。